# 426
426是425到427之間的一個自然數，同时是一個楔形数、非歐拉商數、不可及數及有形數。

## 性質
- 界於425到427之間的一個整數

- 合數，正因數有1、2、3、6、71、142、213和426。[2]
質因數分解為{\displaystyle 2\times 3\times 71}。
- 過剩數，真因數和為438，盈度為12。
  - 半完全數，和為本身的其中一組因數為71、 142、 213。
- 不尋常數，大於平方根的質因數為71。
- 第36個佩服數，相減後為本身的因數為6。前一個為402、下一個為438。
- 無平方數因數的數。
- 第48個楔形數。前一個為418、下一個為429。
- 十进制的奢侈數。
- 第33個不可及數。前一個為408、下一個為430。
- 是一種有形數，屬於30邊形數和143邊形數。[1].
- 非歐拉商數及不可及數（untouchable number）

## 在其他領域中
- 公元426年
- NGC 426星雲
- 「四二六紅棍」，南中國傳統幫會三合會的其中一個職級。
- 戇豆先生第8集所住的酒店房間號碼（英语：Mr. Bean in Room 426）

### 政治領域中
- 四二六社論，六四事件的導火線之一。
- 世界知識產權日，每年4月26日前後，部分華人網站會因為知識產權的問題而暫時關閉，而網民則會用此數字暗指該主題日。
- 臺灣的網路用語。臺語中的「死阿六（sí-a-la̍k）」的諧音，為對中国大陆人的蔑稱[3]，暗諷中国大陆人不灵活、固执、坚持到底[4]。